# Breviksbroen
Breviksbrua er en hængebro over mundingen af Frierfjorden mellem kommunerne Bamble og Porsgrunn i Vestfold og Telemark fylke i Norge. På vestsiden, i Bamble, ligger Stathelle, og på østsiden ligger Brevik i Porsgrunn. Broen er 677 meter lang, og hovedspændet er 272 meter. Broen har en gennemsejlingshøjde på 45 meter.
Breviksbroen blev åbnet i 1962, og var en del af E18 frem til 1996, da den ny E18 blev taget i brug og ført over den nye Grenlandsbroen lidt længere inde i fjorden. I dag er Breviksbroen en del af riksvei 354.
Sammen med Grenlandsbroen blev Breviksbrua i 2002 foreslået fredet i en fredningsplan for veje, broer og vejrelaterede kulturminder.
Rigsantikvaren fredede de to broer 17. april 2008.